# Willi Hundertmark
Wilhelm „Willi“ Hundertmark (* 5. Dezember 1927; † 31. August 2016) war ein deutscher Fußballspieler, der als Aktiver von Hannover 96 im Jahre 1954 die deutsche Fußballmeisterschaft errungen hat. Der zumeist als linker Außenläufer im damaligen WM-System eingesetzte „harte Zweikämpfer“, absolvierte von 1949 bis 1960 bei Hannover 96 in der Fußball-Oberliga Nord 248 Ligaspiele und erzielte sechs Tore.

## Laufbahn
Mit 21 Jahren kam Hundertmark zur Saison 1949/50 vom Stadtteilverein Sportfreunde Ricklingen in das Oberligateam von Hannover 96. Die „96er“ hatten auch noch die Spieler Erich Loth, Hans Krämer (Torhüter) und Hans Tkotz als Neuzugänge gewinnen können. Unter Trainer Robert Fuchs debütierte der Mann aus Ricklingen am dritten Spieltag, den 25. September 1949, in der Oberliga Nord. Beim Verein von Felix Gerritzen und Ernst-Otto Meyer, dem VfB Oldenburg, setzte sich Hannover mit einem 3:2-Erfolg durch. Am Rundenende hatte Hundertmark 24 Ligaspiele absolviert (2 Tore) und sein neuer Verein belegte den siebten Rang. Er gehörte von Beginn an, der Stammbesetzung der „96er“ an. In seinem zweiten Jahr Oberliga Nord, 1950/51, wurde der Kader durch Werner Müller, Ludwig Pöhler und Heinz Wewetzer verstärkt. Aber erst mit dem neuen Trainer Helmut „Fiffi“ Kronsbein, sowie den Neuzugängen im Spielerkader durch Rolf Paetz, Rolf Gehrcke, Herbert Helfenbein, Wolfgang Piechotta und Hannes Kirk zur Saison 1952/53, war die Perspektive in der Tabelle wieder nach vorne gerichtet.
In der Saison 1953/54 gewann Hannover 96 überraschend die Meisterschaft der Oberliga Nord und qualifizierte sich für die Teilnahme an der Endrunde zur deutschen Fußballmeisterschaft. Die Oberligarunde hatten die 96er am 9. August 1953 mit einem 1:0-Heimerfolg gegen den Nordserienmeister Hamburger SV eröffnet. Nach dem elften Spieltag, den 1. November 1953, führten Hundertmark und Kollegen die Tabelle mit 22:0 Punkten an, mit neun Punkten Vorsprung vor den Verfolgern. Die Defensive hatte in 30 Punktspielen nur 26 Gegentore zugelassen. Die Stammformation des Nordmeisters setzte sich aus Hans Krämer (Torhüter), dem Verteidigerpaar Helmut Geruschke und Hannes Kirk, der Läuferreihe mit Spielführer Werner Müller, Mittelläufer und Abwehrchef Heinz Bothe und dem linken Außenläufer Hundertmark (29-0), sowie der Angriffsreihe mit Heinz Wewetzer, Rolf Paetz, Torjäger Hans Tkotz, Klemens Zielinski und den beiden Linksaußen Wolfgang Piechotta und Helmut Kruhl zusammen. Ersatzspieler waren der zweite Torhüter Werner Schadly und die zwei Feldspieler Heinz Elzner und Rolf Gehrcke. Trainer Kronsbein bezeichnete die Außenläufer Müller – Hundertmark und die beiden Halbstürmer Paetz und Zielinski, als das „magische Viereck“ seiner Elf.
Das erste Spiel der Vorrundengruppe I gegen den Berliner SV 92 gewann „96“ mit 2:1 Toren; dabei verletzte sich aber Willi Hundertmark und fiel für den Rest der Endrunde aus. Für ihn kam der 21-jährige Gehrcke in die Mannschaft. Das entscheidende Gruppenspiel gegen den Südmeister VfB Stuttgart fand am 16. Mai in Düsseldorf statt. Vor 40.000 Zuschauern setzte sich Hannover am Ende mit 3:1 Toren gegen die Mannschaft von Trainer Georg Wurzer durch und zog in das Endspiel ein.
Im Finale am 23. Juni 1954 in Hamburg traf Hannover 96 auf Titelverteidiger 1. FC Kaiserslautern, in dessen Reihen zahlreiche Nationalspieler standen, die wenig später die Fußball-Weltmeisterschaft gewinnen sollten. Die Elf um Fritz Walter, den herausragenden deutschen Fußballspieler seiner Zeit, war der erklärte Favorit. Der Außenseiter aus der niedersächsischen Hauptstadt – ohne Hundertmark und einem angeschlagenen Hannes Kirk – gewann gegen den hohen Favoriten aus der Pfalz mit 5:1 und wurde nach 1938 zum zweiten Mal deutscher Fußballmeister.
Als Nord-Vizemeister der Saison 1955/56 zog Hundertmark ein zweites Mal in die Endrunde ein. Jetzt war das Abschneiden aber nicht mehr vergleichbar mit 1954; mit 3:9 Punkten belegten die „96er“ den vierten Gruppenplatz. Am 11. August 1956 kam der abwehrstarke Außenläufer in der Repräsentativauswahl von Norddeutschland beim 4:3-Erfolg in Hannover vor 52.000 Zuschauern gegen die Auswahl von Westdeutschland an der Seite seiner Vereinskollegen Bothe, Geruschke, Friedel Schicks und Wewetzer zum Einsatz.
In seiner letzten Oberligasaison als Stammspieler, 1958/59, kam der 31-Jährige unter Trainer Fritz Silken an der Seite der Neuzugänge Walter Gawletta und Gerhard Gollnow nochmals auf 19 Einsätze; die „96er“ belegten den sechsten Rang. Sein letztes Oberligaspiel bestritt er am 27. September 1959 bei einem 1:1-Auswärtsremis gegen Eintracht Osnabrück. Unter Trainer Günter Grothkopp bildete er zusammen mit Friedel Schicks und Hubert Wiezorek die Läuferreihe.